# BSジャズ喫茶
『BSジャズ喫茶』（ビーエス ジャズきっさ）は、NHK衛星第2テレビジョンで1995年4月9日から1998年3月29日まで放送されていたジャズ専門の音楽番組である。

## 概要
ジャズ喫茶を模した店内に毎回2人の文化人、芸能人等のゲストが登場しジャズについてのトークを展開。その間に生バンドをバックにしてゲスト歌手の歌唱がある（稀にトークゲスト自身が歌う場合も）。

## 出演者
司会
- 地井武男（開始 - 1996年3月）
- 崔玉華（開始 - 1996年3月）
- 鈴木重子（1996年4月 - 1997年3月）
- 立木義浩（1996年4月 - 終了）
- 斎藤陽子（1997年4月 - 終了）

マスター
- 鈍"角（1996年4月 - 終了）※冒頭のみセリフあり

## テーマ曲
- 『このまま覚めないで』（歌：伊東ゆかり）
  - 作詞：Suzi Kim / 浅見純、作曲：つのだ☆ひろ、編曲：前田憲男